# Lenició
La lenició és un procés de canvi fonètic que consisteix en el debilitament (pas de fortis (fort) a lenis (feble)) d'una consonant, o més generalment en la pèrdua de tensió articulatòria en un so (de tal manera que és substituït per un altre menys obstructiu, situat més amunt en l'escala de sonoritat), arribant fins i tot a l'elisió completa.
El debilitament pot donar-se en múltiples trets, per exemple:
- La sonorització ([-sonor]→[+sonor]) d'una consonant sorda (ex. /t/ → /d/)
- La fricatització ([-continu]→[+continu]) d'una oclusiva (ex. /b/ → /β/), etc., un cas similar és la desafricació o relació de l'oclusió en africades (ex. /ʧ/ → /ʃ/ com al castellà muchacho > "mushasho").

Un exemple de lenició es troba en l'evolució del llatí de delicatus a la paraula delgado en castellà, en realitzar-se un canvi substitutiu del tret [-sonor] a [+sonor] dels fonemes /k/ → /g/ i /t/ → /d/.